# 信藤健仁
信藤 健仁（しんとう かつよし、1960年9月15日 - ）は、日本の元サッカー選手（DF）、指導者（JFA 公認S級コーチ）。広島県広島市出身。元サッカー日本代表。中央大学文学部国文科卒業。JSL時代の登録名は信藤 克義（しんとう かつよし）で、Jリーグ後は信藤 健仁と登録されている。

## 経歴
広島のサッカー無名校である広島県立安古市高等学校（2期生）、中央大学を卒業後の1983年、今西和男総監督と二村昭雄監督に誘われ日本サッカーリーグ1部所属のマツダSC（現 サンフレッチェ広島）に入団。その年、チームは最下位となりチームは2部転落してしまう。
翌年ハンス・オフトおよびディド・ハーフナーがコーチに招聘され、双方からプロとして大きな影響を受けた。1985-86年シーズン、チームは再び1部復帰。
そこでの活躍を受けて1987年、石井義信監督下で日本代表に初選出される。翌1988年、横山兼三監督就任と同時にレギュラーに定着。若い井原正巳や堀池巧らと共にディフェンスラインを形成し、1989年のワールドカップイタリア大会アジア予選を戦った。また同年6月のインドネシア戦ではゴールも記録、翌1990年のアジア競技大会北京大会では主将も務めた。
また、所属チームでは松田浩と共にセンターバックとして活躍。1986年、サッカー界全体の流れから今西にプロ契約を直談判し、マツダのプロ契約第1号となる。1988年にはチームの天皇杯決勝進出に貢献した。
しかし1987-1988年シーズン、マツダは再び2部転落。1部への移籍を希望 し、1990年三菱自動車（現 浦和レッドダイヤモンズ）に移籍。斉藤和夫監督下で守備の要として活躍したが、2年連続下位に沈み、1992年のナビスコ杯直前、チームがトリビソンノを獲得しレギュラーを剥奪された。
1993年、フジタSC（現 湘南ベルマーレ）球団部長だった石井義信と古前田充監督に誘われ、Jリーグ入りを目指すフジタへ移籍。ベルマーレ平塚誕生後の若いチームを引っ張り、1994年昇格後のNICOSシリーズ（セカンドステージ）2位、天皇杯優勝、アジアカップウィナーズカップ優勝に貢献した。1995年、35歳で引退。
翌1996年からベルマーレ平塚サッカー普及コーチ、1997年からベルマーレ平塚ヘッドコーチ。1996年立ち上げられた「Jリーグ選手協会」にも顧問として尽力した。
2001年9月、代表時代から師弟関係にあった奥寺康彦に誘われ、J2昇格初年度を戦っていた横浜FCの監督に就任。サッカーファンを仰天させた2-4-4の超々攻撃的システムを掲げ戦う。明確な戦術を提示し積極的に若手を起用、神野卓哉をくさびとする波状攻撃を仕掛け2年間を戦うも、相手チームの徹底したカウンター攻撃に沈み、2002年はJ2最下位という結果に終わり解任された。
また現役引退後からテレビ（WOWOW他）の解説、新聞、サッカー雑誌評論などでも活躍。2006年から中央大学サッカー部のヘッドコーチも務めた。
2008年12月より、浦和レッドダイヤモンズのチームダイレクターに就任。統括責任者としてトップチームの編成等を行うも、2009年途中に補強失敗によるチームの成績不振によって、一部サポーターから自宅襲撃に遭う。以後、体調不良を訴え、精密検査を受診したところ甲状腺の機能障害が認められ、治療が必要と診断され11月29日に体調不良で休養に入ることを発表した。その後、12月25日にチームダイレクター退任が発表された。「Talk on Together 2010」内で、「信藤健仁さんの健康状態はどうなのか」という一般からの質問に対し橋本光夫社長からは「健康状態は回復しつつあるが時間がかかる」とのコメント。また信藤と会談があったことが伝えられ、「謝罪も無くシーズン中にチームを離れることになって申し訳ない、出来れば回復したらここに来て謝罪したい」とのコメントが発表された。

## 所属クラブ
- 安古市高校
- 中央大学
- 1983年 - 1990年 : マツダSC
- 1990年 - 1992年 : 三菱自動車/浦和レッドダイヤモンズ
- 1993年 - 1995年 : フジタ/ベルマーレ平塚

## 個人成績
| 国内大会個人成績 | 国内大会個人成績 | 国内大会個人成績 | 国内大会個人成績 | 国内大会個人成績 | 国内大会個人成績 | 国内大会個人成績 | 国内大会個人成績 | 国内大会個人成績 | 国内大会個人成績 | 国内大会個人成績 | 国内大会個人成績 |
| 年度             | クラブ           | 背番号           | リーグ           | リーグ戦         | リーグ戦         | リーグ杯         | リーグ杯         | オープン杯       | オープン杯       | 期間通算         | 期間通算         |
| 年度             | クラブ           | 背番号           | リーグ           | 出場             | 得点             | 出場             | 得点             | 出場             | 得点             | 出場             | 得点             |
| 日本             | 日本             | 日本             | 日本             | リーグ戦         | リーグ戦         | JSL杯/ナビスコ杯 | JSL杯/ナビスコ杯 | 天皇杯           | 天皇杯           | 期間通算         | 期間通算         |
| ---------------- | ---------------- | ---------------- | ---------------- | ---------------- | ---------------- | ---------------- | ---------------- | ---------------- | ---------------- | ---------------- | ---------------- |
| 1983             | マツダ           |                  | JSL1部           |                  |                  |                  |                  |                  |                  |                  |                  |
| 1984             | マツダ           |                  | JSL2部           |                  |                  | 2                | 1                |                  |                  |                  |                  |
| 1985             | マツダ           |                  | JSL2部           |                  |                  |                  |                  |                  |                  |                  |                  |
| 1986-87          | マツダ           | 5                | JSL1部           |                  |                  |                  |                  |                  |                  |                  |                  |
| 1987-88          | マツダ           | 5                | JSL1部           |                  |                  |                  |                  |                  |                  |                  |                  |
| 1988-89          | マツダ           | 5                | JSL2部           |                  |                  |                  |                  |                  |                  |                  |                  |
| 1989-90          | マツダ           | 5                | JSL2部           | 30               | 1                | 2                | 0                |                  |                  |                  |                  |
| 1990-91          | 三菱             | 25               | JSL1部           | 21               | 1                | 1                | 0                |                  |                  |                  |                  |
| 1991-92          | 三菱             | 5                | JSL1部           | 22               | 1                | 1                | 1                |                  |                  |                  |                  |
| 1992             | 浦和             | -                | J                | -                | -                | 1                | 0                | 0                | 0                | 1                | 0                |
| 1993             | フジタ           |                  | 旧J1             | 12               | 0                | 3                | 0                | 0                | 0                | 15               | 0                |
| 1994             | 平塚             | -                | J                | 14               | 0                | 0                | 0                | 0                | 0                | 14               | 0                |
| 1995             | 平塚             | -                | J                | 2                | 0                | -                | -                | 0                | 0                | 2                | 0                |
| 通算             | 日本             | 日本             | J                | 16               | 0                | 1                | 0                | 0                | 0                | 17               | 0                |
| 通算             | 日本             | 日本             | JSL1部           | 100              | 2                |                  |                  |                  |                  |                  |                  |
| 通算             | 日本             | 日本             | JSL2部           |                  |                  |                  |                  |                  |                  |                  |                  |
| 通算             | 日本             | 日本             | 旧JFL            | 12               | 0                | 3                | 0                | 0                | 0                | 15               | 0                |
| 総通算           |                  |                  |                  |                  |                  |                  |                  |                  |                  |                  |                  |

・JSLオールスターサッカー　3回出場（1986年、1987年、1992年）
- Jリーグ初出場：1994年4月2日 対名古屋グランパスエイト戦（国立）

その他の公式戦
- 1990年
  - コニカカップ 4試合0得点
- 1991年
  - コニカカップ 5試合0得点

## 代表歴
- 日本代表初出場（国際Aマッチ）：1987年5月27日 対セネガル戦（広島県営競技場）
- 日本代表初得点（国際Aマッチ）：1989年6月11日 対インドネシア戦（西が丘サッカー場）
- 日本代表初出場：1987年9月15日 対上海市（中国）戦（上海）

### 試合数
- 国際Aマッチ 15試合 1得点(1987-1990)[2]

| 日本代表 | 国際Aマッチ | 国際Aマッチ | その他 | その他 | 期間通算 | 期間通算 |
| 年       | 出場        | 得点        | 出場   | 得点   | 出場     | 得点     |
| -------- | ----------- | ----------- | ------ | ------ | -------- | -------- |
| 1987     | 2           | 0           | 5      | 0      | 7        | 0        |
| 1988     | 3           | 0           | 12     | 0      | 15       | 0        |
| 1989     | 8           | 1           | 7      | 0      | 15       | 1        |
| 1990     | 2           | 0           | 0      | 0      | 2        | 0        |
| 通算     | 15          | 1           | 24     | 0      | 39       | 1        |

### 出場
| No. | 開催日         | 開催都市         | スタジアム                         | 対戦相手         | 結果 | 監督     | 大会               |
| --- | -------------- | ---------------- | ---------------------------------- | ---------------- | ---- | -------- | ------------------ |
| 1.  | 1987年05月27日 | 広島県           | 広島県総合グランドメインスタジアム | セネガル         | △2-2 | 石井義信 | キリンカップ       |
| 2.  | 1987年06月26日 | インドネシア     |                                    | インドネシア     | ○2-1 | 石井義信 | オリンピック予選   |
| 3.  | 1988年01月27日 | ドバイ           |                                    | アラブ首長国連邦 | △1-1 | 横山謙三 | 国際親善試合       |
| 4.  | 1988年01月30日 | アブダビ         |                                    | アラブ首長国連邦 | ●0-2 | 横山謙三 | 国際親善試合       |
| 5.  | 1988年02月02日 | マスカット       |                                    | オマーン         | △1-1 | 横山謙三 | 国際親善試合       |
| 6.  | 1989年05月10日 | 東京都           | 国立西が丘サッカー場               | 中華人民共和国   | △2-2 | 横山謙三 | 国際親善試合       |
| 7.  | 1989年05月22日 | 香港             |                                    | 香港             | △0-0 | 横山謙三 | ワールドカップ予選 |
| 8.  | 1989年05月28日 | インドネシア     |                                    | インドネシア     | △0-0 | 横山謙三 | ワールドカップ予選 |
| 9.  | 1989年06月04日 | 東京都           | 国立霞ヶ丘競技場陸上競技場         | 北朝鮮           | ○2-1 | 横山謙三 | ワールドカップ予選 |
| 10. | 1989年06月11日 | 東京都           | 国立西が丘サッカー場               | インドネシア     | ○5-0 | 横山謙三 | ワールドカップ予選 |
| 11. | 1989年06月18日 | 愛知県           | 神戸総合運動公園ユニバー記念競技場 | 香港             | △0-0 | 横山謙三 | ワールドカップ予選 |
| 12. | 1989年06月25日 | 平壌             |                                    | 北朝鮮           | ●0-2 | 横山謙三 | ワールドカップ予選 |
| 13. | 1989年07月23日 | リオデジャネイロ |                                    | ブラジル         | ●0-1 | 横山謙三 | 国際親善試合       |
| 14. | 1990年09月28日 | 北京             |                                    | サウジアラビア   | ●0-2 | 横山謙三 | アジア大会         |
| 15. | 1990年10月01日 | 北京             |                                    | イラン           | ●0-1 | 横山謙三 | アジア大会         |

### 得点数
| # | 開催日         | 開催地 | 会場                 | 相手         | 結果 | 大会               |
| - | -------------- | ------ | -------------------- | ------------ | ---- | ------------------ |
| 1 | 1989年06月11日 | 東京都 | 国立西が丘サッカー場 | インドネシア | ○5-0 | ワールドカップ予選 |

## 指導歴
- 1996年 : ベルマーレ平塚 普及コーチ（巡回コーチ）
- 1997年 - 1998年 : ベルマーレ平塚 コーチ（サテライト兼任）
- 1999年 : 東邦チタニウムサッカー部 コーチ
- 2000年 : JFA 公認S級コーチライセンス習得
- 2001年9月 - 2002年 : 横浜FC 監督
- 2006年 - 2007年 : 中央大学 ヘッドコーチ
- 2008年12月 - 2009年 : 浦和レッドダイヤモンズ チームダイレクター

### 監督成績
| 年度   | 所属   | クラブ | リーグ戦 | リーグ戦 | リーグ戦 | リーグ戦 | リーグ戦 | リーグ戦 | カップ戦   | カップ戦  |
| 年度   | 所属   | クラブ | 順位     | 試合     | 勝点     | 勝利     | 引分     | 敗戦     | ナビスコ杯 | 天皇杯    |
| ------ | ------ | ------ | -------- | -------- | -------- | -------- | -------- | -------- | ---------- | --------- |
| 2001   | J2     | 横浜FC | 9位      | 44       | 43       | 15       | 1        | 28       | 2回戦敗退  | 4回戦敗退 |
| 2002   | J2     | 横浜FC | 12位     | 44       | 35       | 8        | 11       | 25       | -          | 3回戦敗退 |
| J2通算 | J2通算 | J2通算 | -        | 88       | -        | 23       | 12       | 53       |            |           |